# Newkirk (Oklahoma)
Newkirk es una ciudad ubicada en el condado de Kay en el estado estadounidense de Oklahoma. En el año 2010 tenía una población de 		2317 habitantes y una densidad poblacional de 	681,47 personas por km².

## Geografía
Newkirk se encuentra ubicada en las coordenadas 36°52′59″N 97°3′21″O / 36.88306, -97.05583 (36.883083, -97.055750).

## Demografía
Según la Oficina del Censo en 2000 los ingresos medios por hogar en la localidad eran de $27,941 y los ingresos medios por familia eran $38,125. Los hombres tenían unos ingresos medios de $28,984 frente a los $19,315 para las mujeres. La renta per cápita para la localidad era de $14,971. Alrededor del 16.4% de la población estaban por debajo del umbral de pobreza.